# Sumbul (Sinembah Tanjung Muda Hilir)
Sumbul is een bestuurslaag in het regentschap Deli Serdang van de provincie Noord-Sumatra, Indonesië. Sumbul telt 3132 inwoners (volkstelling 2010).